# Pentinsaari (ö i Norra Savolax, Kuopio, lat 63,29, long 28,07)
Pentinsaari är en ö i Finland. Den ligger i sjön Syväri och i kommunen Kuopio i den ekonomiska regionen  Kuopio ekonomiska region  och landskapet Norra Savolax, i den centrala delen av landet, 400 km nordost om huvudstaden Helsingfors. Öns area är 21,4 hektar och dess största längd är 0,8 kilometer i sydöst-nordvästlig riktning.